# ロブの「この年、オレ年」
『ロブの「この年、オレ年」』（ロブのこのとしおれどし、原題: Rob Brydon's Annually Retentive）は、2006年7月にBBC Threeで初回放送されたイギリスのテレビ番組である。作：Paul Duddridge。「この年、オレ年」(原題: Annually Retentive)というロブ・ブライドン司会のある年の出来事を問題にする架空のクイズ番組とその舞台裏を描いたコメディである。

## 概要
この番組の形式は、同じく架空の番組を舞台とする「ザ・ラリー・サンダースショー」(The Larry Sanders Show)を彷彿とさせる。2つのチーム戦で争うクイズ番組の本番と制作スタッフとのメイキング場面を交互に描きながら番組は進行する。また、「この年、オレ年」自体は実在するテレビ番組であるかのごとくBBC放送センターで観客を入れて収録している。「この年、オレ年」にも台本は存在するが、出場者は実在するテレビ番組のようにアドリブを入れることは許されていた。クイズ番組のチームキャプテンはデイヴ・ゴーマン(Dave Gorman)とジェーン・ムーア(Jane Moore)である。
各々のエピソードはBBC Threeのウェブサイトで放送の1週間前から英国の視聴者に提供されていた。第2シリーズは2007年4月30日の22時30分（英国時間）から初回放送された。「この年、オレ年」の収録は2007年1月11日と12日に行われている。
第1シーズンはDVDでリリースされており、第2シーズンも2009年11月23日にリリースされている。
使用されているテーマ曲は、スティーリー・ダンの「Reelin' In the Years」である。
デイブ・ゴーマンは2008年に第3シーズンの制作は疑わしい(doubtful)と述べ、ロブ・ブライドンは2009年11月にツイッターのフォロワーからの質問に対して「決してない。第2シーズンのDVDはすぐに買えるけどね。」と述べている。
日本では、WOWOWの「コメディUK」枠で第1シーズンが2008年11月22日から、第2シーズンが2009年8月22日から放送された。

### 第1シリーズ
| 放送日        | 話 | 邦題                             | デイヴ・ゴーマンチーム                   | ジェーン・ムーアチーム                                         | その他出演                                                           |
| ------------- | -- | -------------------------------- | ---------------------------------------- | -------------------------------------------------------------- | -------------------------------------------------------------------- |
| 2006年7月11日 | 1  | ロブ・ブライドン登場!!           | リチャード・ベーコン、ゲイル・ポーター   | デイヴィッド・ミッチェル、ルーシー・ポーター                   | ジョナサン・ロス                                                     |
| 2006年7月18日 | 2  | ライバルは「リトル・ブリテン」!? | スティーヴ・ファースト、John Inverdale   | アリステア・マッゴーワン、ドミニク・ダイアモンド               | デイヴィッド・ウィリアムズ                                           |
| 2006年7月25日 | 3  | ロブ、母校に凱旋!!               | ジョシー・ダービー、ロバート・ウェッブ   | ラッセル・ブランド、en:Marcus Brigstocke                       |                                                                      |
| 2006年8月1日  | 4  | 番組存亡の危機!!                 | ボイド・ヒルトン、ロニ・アンコーナ       | ジョー・ブランド、ポール・フット                               | クリスティーン・オブライエン、デイヴ・チャップマン                   |
| 2006年8月8日  | 5  | エルトン・ジョンがゲストに登場!? | アレクセイ・セイル、デイブ・ベリー       | オミッド・ジャリリ、ボブ・ミルズ                               | エルトン・ジョン、クリスティーン・オブライエン、デイブ・チャップマン |
| 2006年8月15日 | 6  | しつこさは男の勲章!?             | トリーシャ・ゴダード、ロブ・ディーリング | ジャイルズ・ブランドレス（Gyles Brandreth） 、スー・パーキンス |                                                                      |

### 第2シリーズ
| 放送日        | 話 | 邦題                         | デイブ・ゴーマンチーム                     | ジェーン・ムーアチーム                   | その他出演                                           |
| ------------- | -- | ---------------------------- | ------------------------------------------ | ---------------------------------------- | ---------------------------------------------------- |
| 2007年4月30日 | 1  | 帰ってきたロブ・ブライドン!! | リース・トーマス、アビ・タイトマス         | リチャード・ヘリング、ジミー・カー       | イーモン・ホームズ、ルース・ラングスフォード         |
| 2007年5月7日  | 2  | 敵の敵は敵じゃない!?         | 「ウィーゼル」、フィル・ハモンド           | ジェニー・ボンド、クリス・コーコラン     | クラウディア・ウィンクルマン、アントン・デュ・ベック |
| 2007年5月14日 | 3  | 俺はウェールズの星!!         | リチャード・パーク、オリビア・リー         | グリフ・リース・ジョーンズ、ポール・ロス | リース・イファンズ                                   |
| 2007年5月21日 | 4  | 深刻な“アタマ”事情!?         | ジェームズ・コーデン、ハル・クラッテンデン | ロビン・インス、デイブ・ジョーンズ       | ジミー・カー                                         |
| 2007年5月28日 | 5  | 只今CM撮影中!!               | フランキー・ボイル、ケイト・ロウラー       | ラッセル・ハワード、ローリー・ブレムナー | ティム・キー                                         |
| 2007年6月4日  | 6  | ロブ、故郷に帰る!?           |                                            |                                          |                                                      |

- 第2シーズンの第6話は、BBCの実在番組『Who Do You Think You Are?』の架空のエピソードでロブが出演する設定に変えられている。第6話では「この年、オレ年」のエンドクレジットとしてルーファス・ハウンド、マシュー・ホーン、クリスティーン・オブライエンの名前が出てくるが、第6話そのものには出演していない。

## 出演
- ロブ・ブライドン（司会）

- ルース・ブラット
- デイヴ・チャップマン
- スティーブ・ファースト
- デイヴ・ゴーマン
- ラッセル・トヴェイ
- ドミニク・ホランド
- シャロン・ホーガン
- ケイティ・ブランド
- アリス・ロウ
- ジェーン・ムーア
- フィル・ニコル
- クリスティーン・オブライエン
- デイヴ・スキナー
- カーティス・ウォーカー
- ケン・ブルース (第2シリーズ 声のみ)